# 海迪-埃尔克·高格尔
海迪-埃尔克·高格尔（德語：Heidi-Elke Gaugel，1959年7月11日—），德国女子田径运动员。她曾代表西德参加1984年夏季奥林匹克运动会田径比赛，获得女子4×400米接力铜牌。